# 453
453（四百五十三、よんひゃくごじゅうさん）とは、自然数または整数において、452 の次で 454 の前の数である。

## 性質
- 453は合成数であり、約数は1, 3, 151, 453である。
  - 約数の和は608。
- 140番目の半素数であり、1つ前は451、次は454。
- 4532 + 2 = 205211 であり、n2 + 2 の形で素数を生む41番目の数である。1つ前は447、次は477。(オンライン整数列大辞典の数列 A067201)
- 453 × 454 － 1 = 205661, 453 × 454 + 1 = 205663 
  - n(n + 1) － 1 と n(n + 1) + 1 が双子素数になる42番目の数である。1つ前は405、次は455。(オンライン整数列大辞典の数列 A088485)
- 453 － 10 = 443, 453 + 10 = 463
  - n － 10 と n + 10 が素数になる29番目の数である。1つ前は429、次は477。(オンライン整数列大辞典の数列 A087683)
- 4538 + 4548 = 3578187617175363177697 であり、n8 + (n + 1)8 の形で素数を生む41番目の数である。1つ前は443、次は464。(オンライン整数列大辞典の数列 A153504)
- 453 = 2 × 152 + 3 
  - n = 15 のときの 2n2 + 3 の値とみたとき1つ前は395、次は515。

## その他 453 に関連すること
- 西暦453年
- 紀元前453年